# Église Notre-Dame d'Areines
L'église Notre-Dame d'Areines est située à Areines, en Loir-et-Cher. Elle est dédiée à Notre-Dame et n'était au Moyen Âge qu'une chapelle dépendant du chapitre de la cathédrale Notre-Dame de Chartres.

## Description
L'édifice, orienté Nord-Est, se compose d'une nef rectangulaire, unique voûtée en berceau légèrement brisé couverte en charpente lambrissée, d'une courte travée de chœur et d'une abside en cul-de-four.
L'église est classée au titre des monuments historiques par arrêté du 31 décembre 1946.

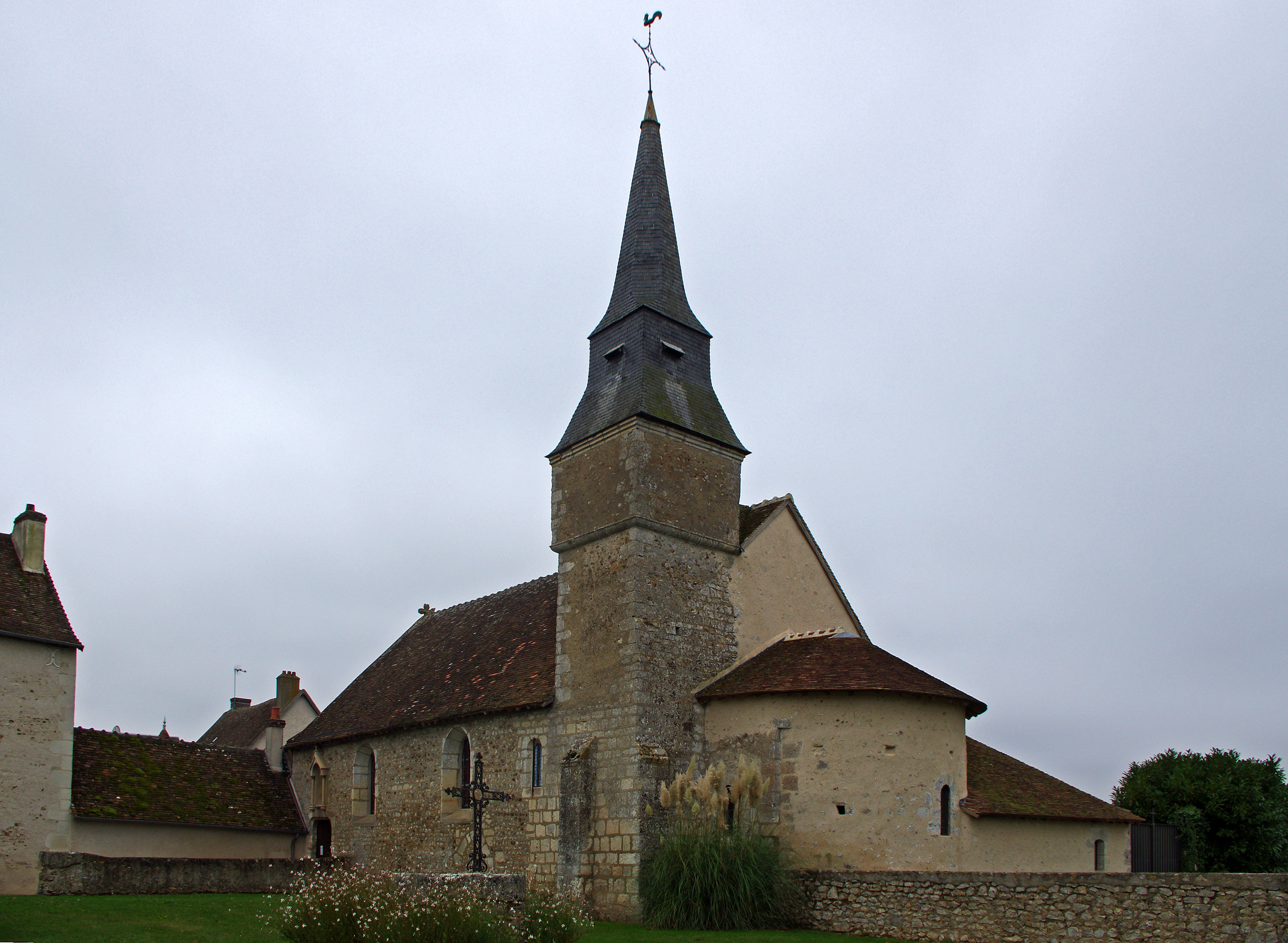
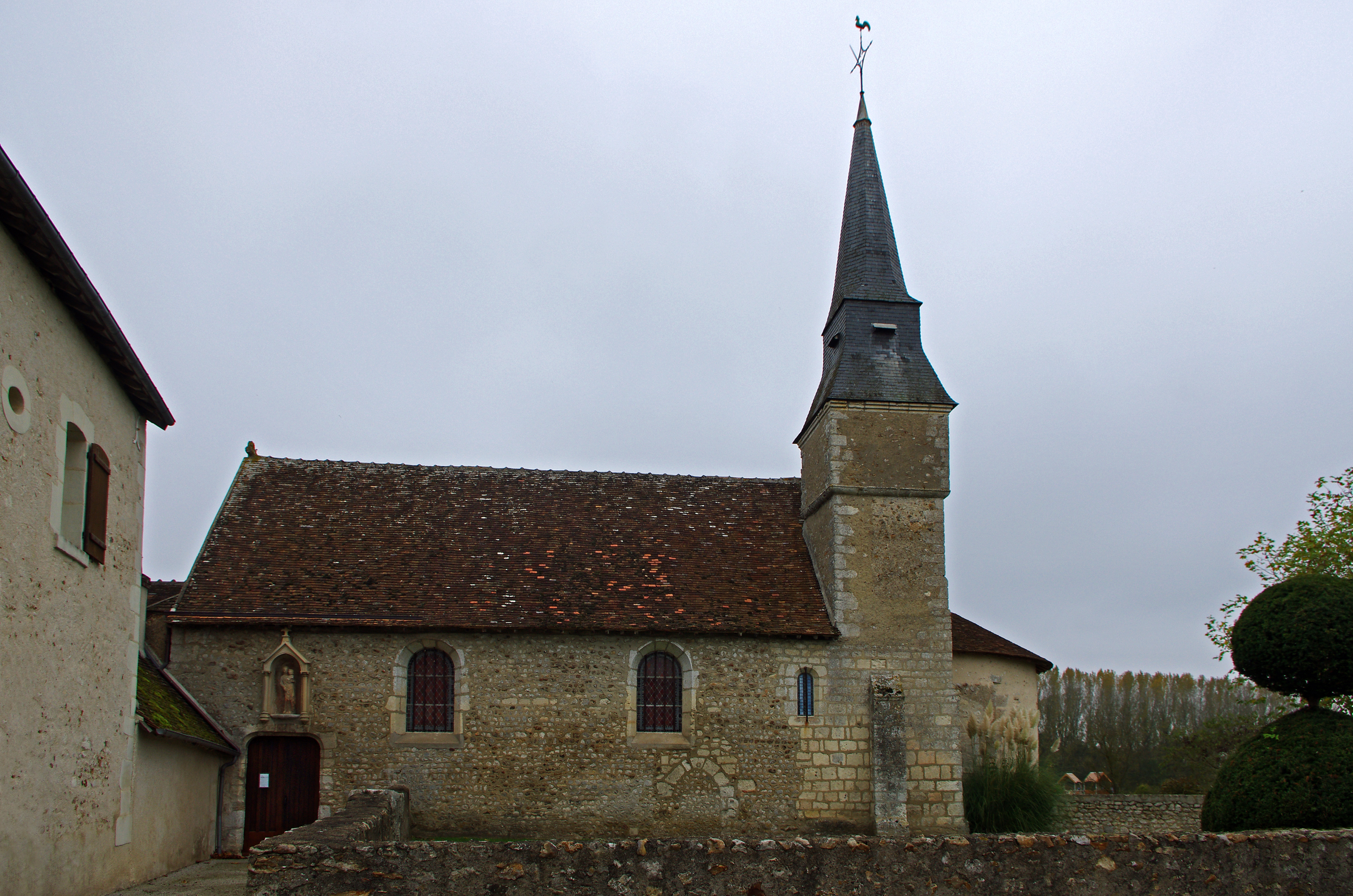
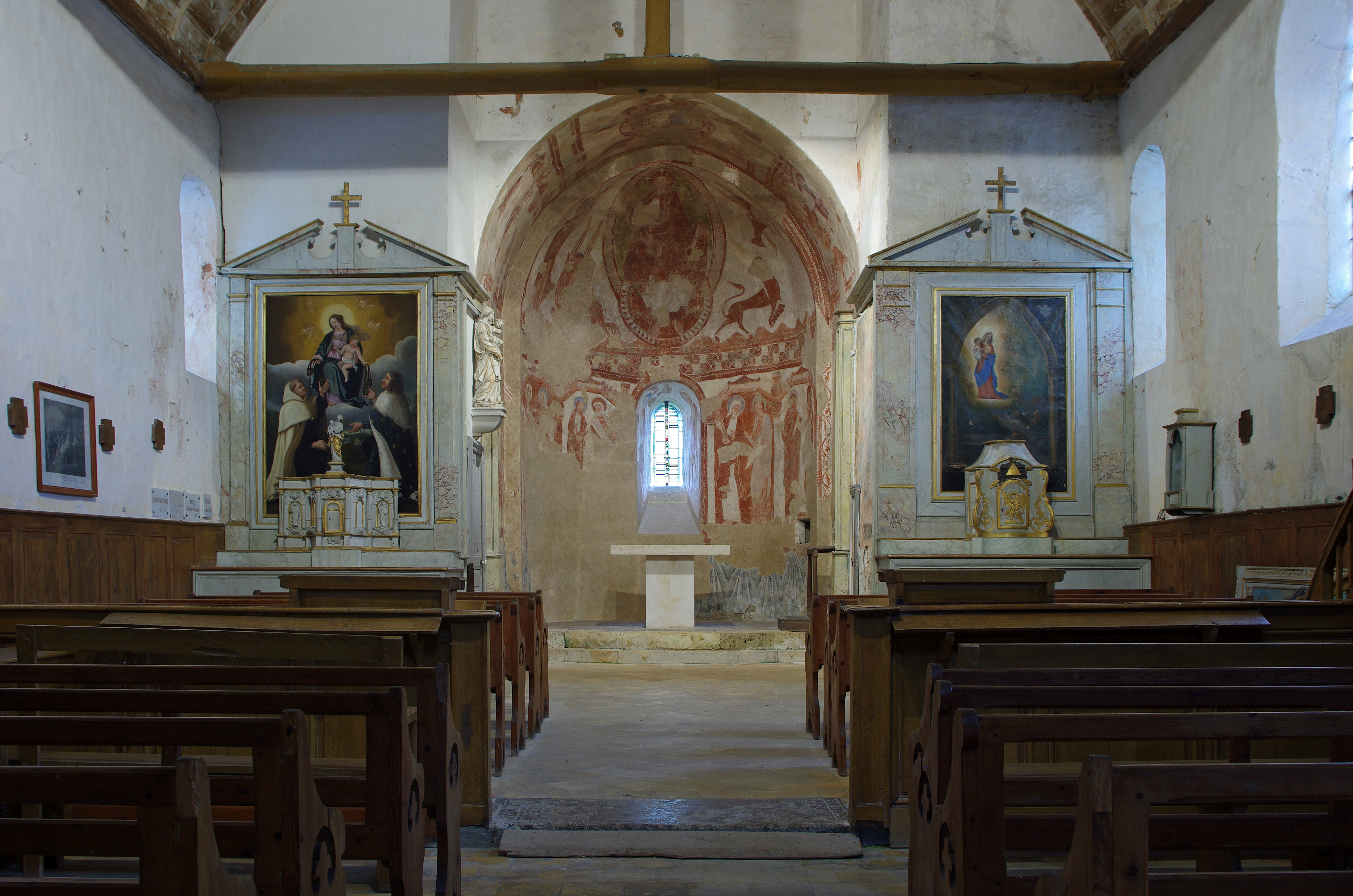
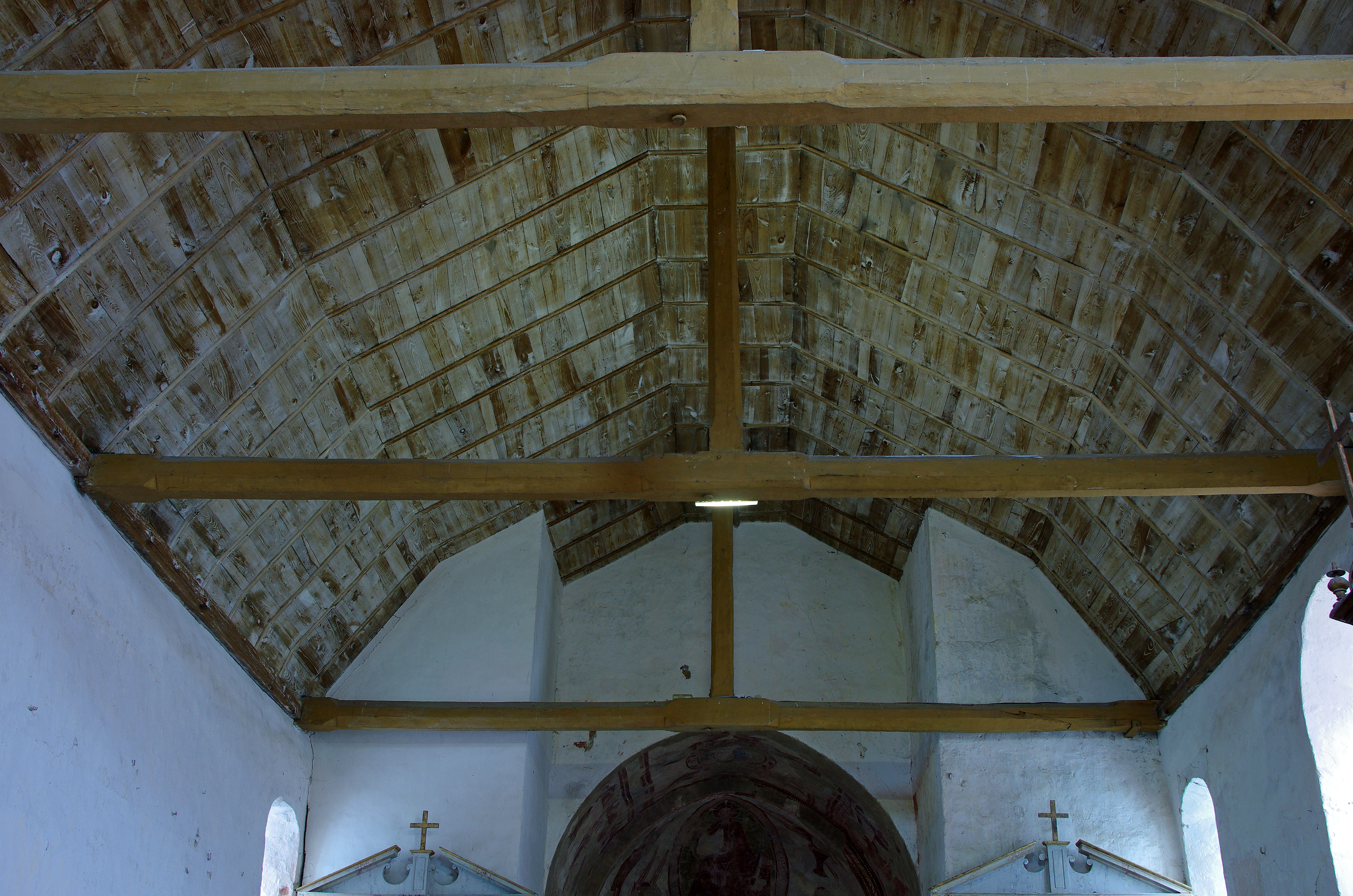

## Fresques
Les murs sont couverts de peintures murales. La restauration de celles du chœur et de l’abside datant du milieu du XIIe siècle permet de voir : le Christ en majesté, l’Agneau nimbé, l'Annonciation, la Visitation, la Nativité, saints et apôtres.
Certaines de ces fresques primitives ont été recouvertes par des peintures du XVe siècle, XVIe siècle et XVIIIe siècle. Le décor peint fut redécouvert, en 1931, sous plusieurs couches d'enduit et de peinture à l'huile, par Suzanne Trocmé.
Il orne le chœur voûté en cul-de-four. Ces peintures murales du XIIe siècle sont réalisées a fresco (peinture sur enduit frais) pour les couches préparatoires et a secco (peinture sur enduit sec) pour les couches terminales et les rehauts.
En dessous du Christ en gloire, deux groupes de quatre Apôtres. Sur le cul-de-four de l'abside, le Christ en gloire est entouré d'une double gloire, l'une en amande, l'autre circulaire. Il est encadré par le tétramorphe (les symboles des quatre évangélistes), dont l'un a disparu.

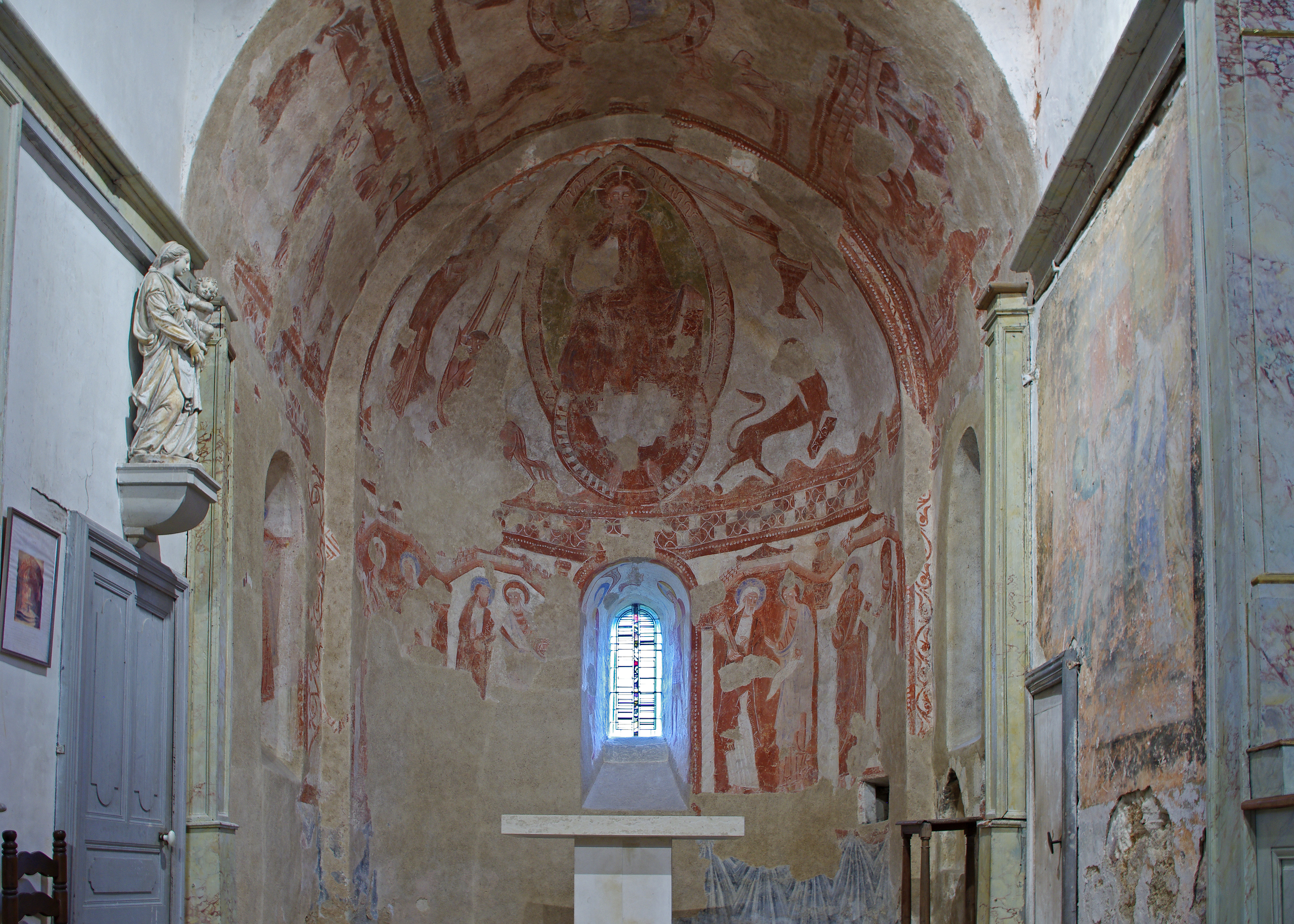
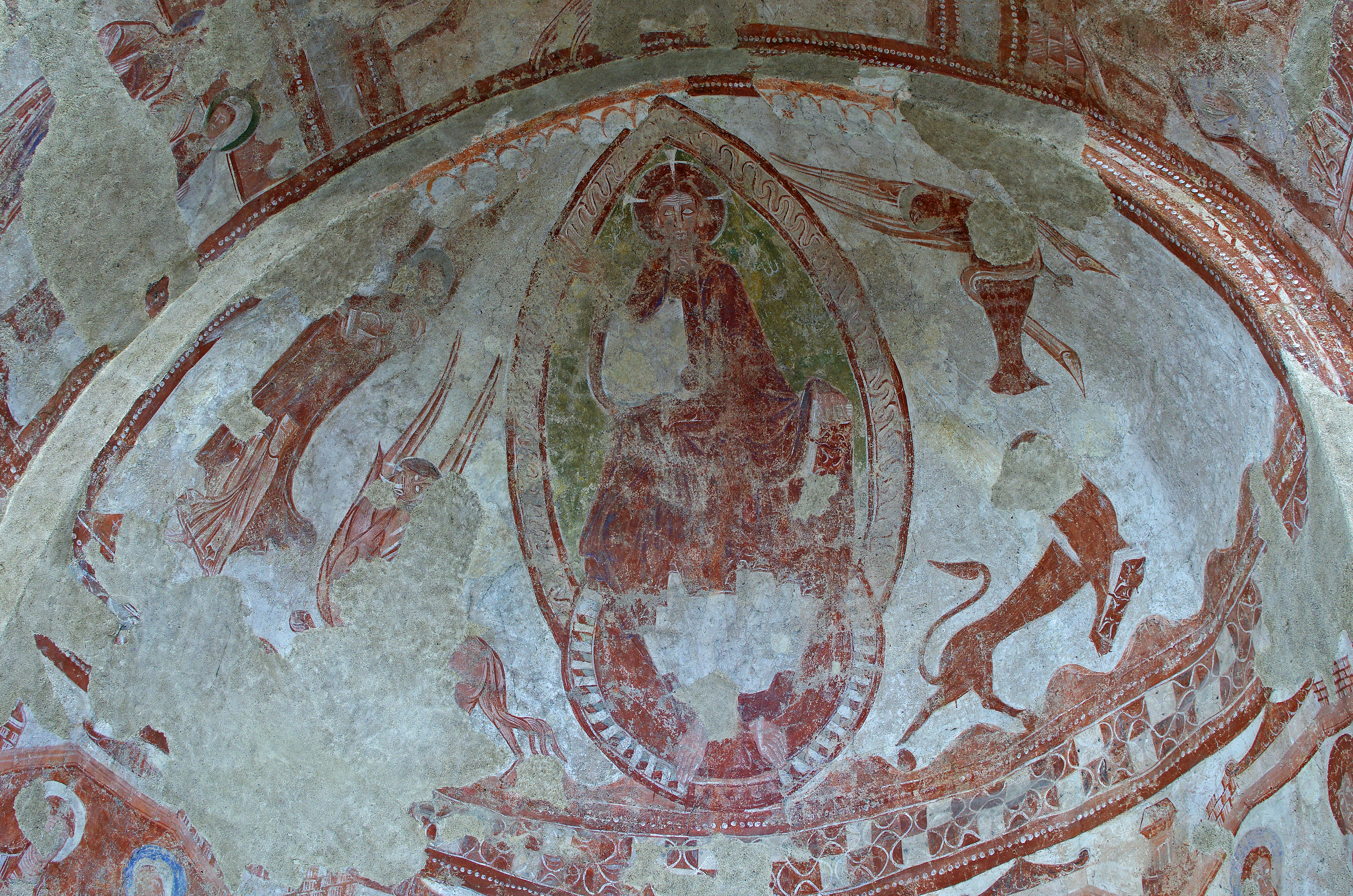
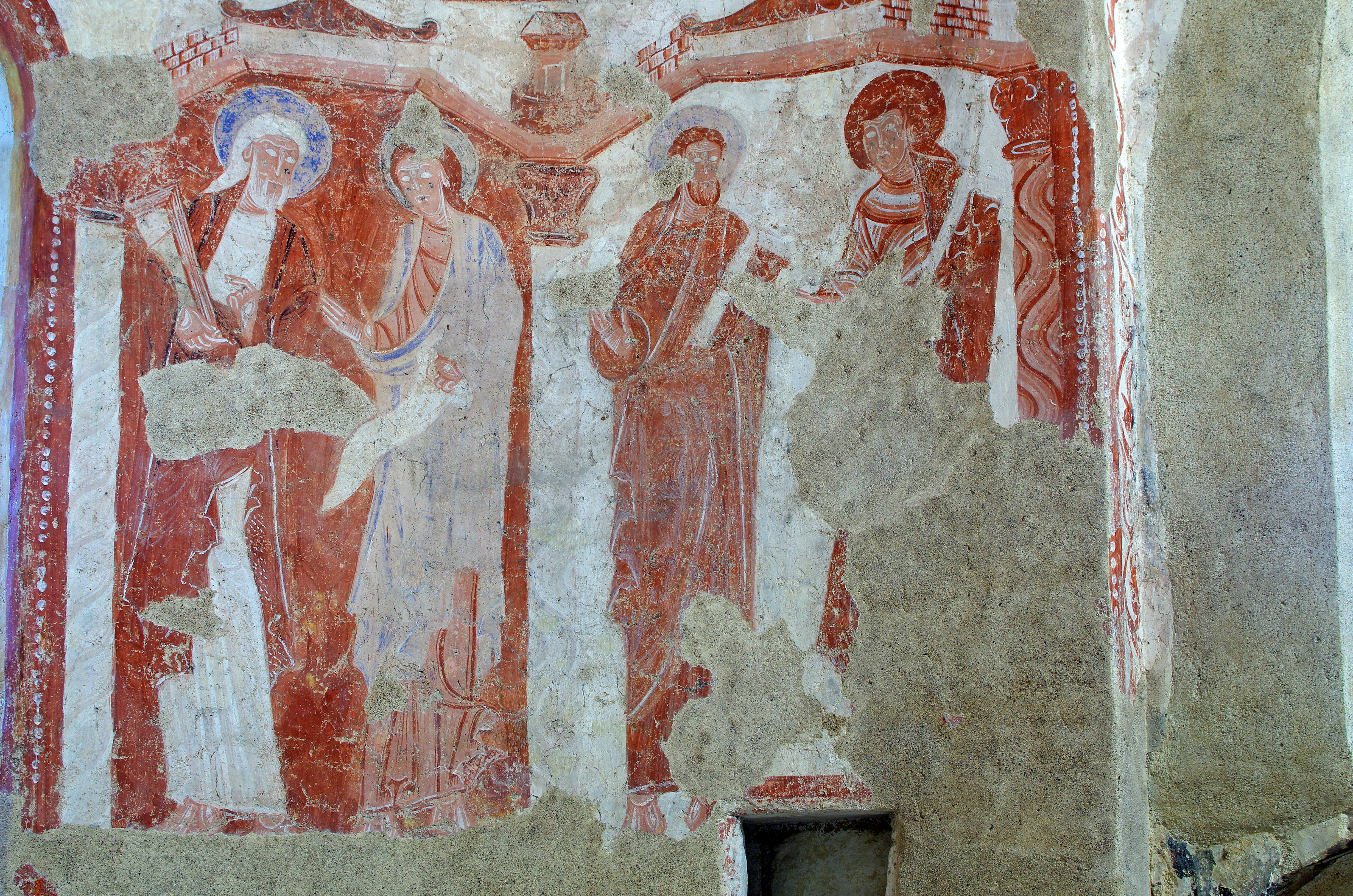
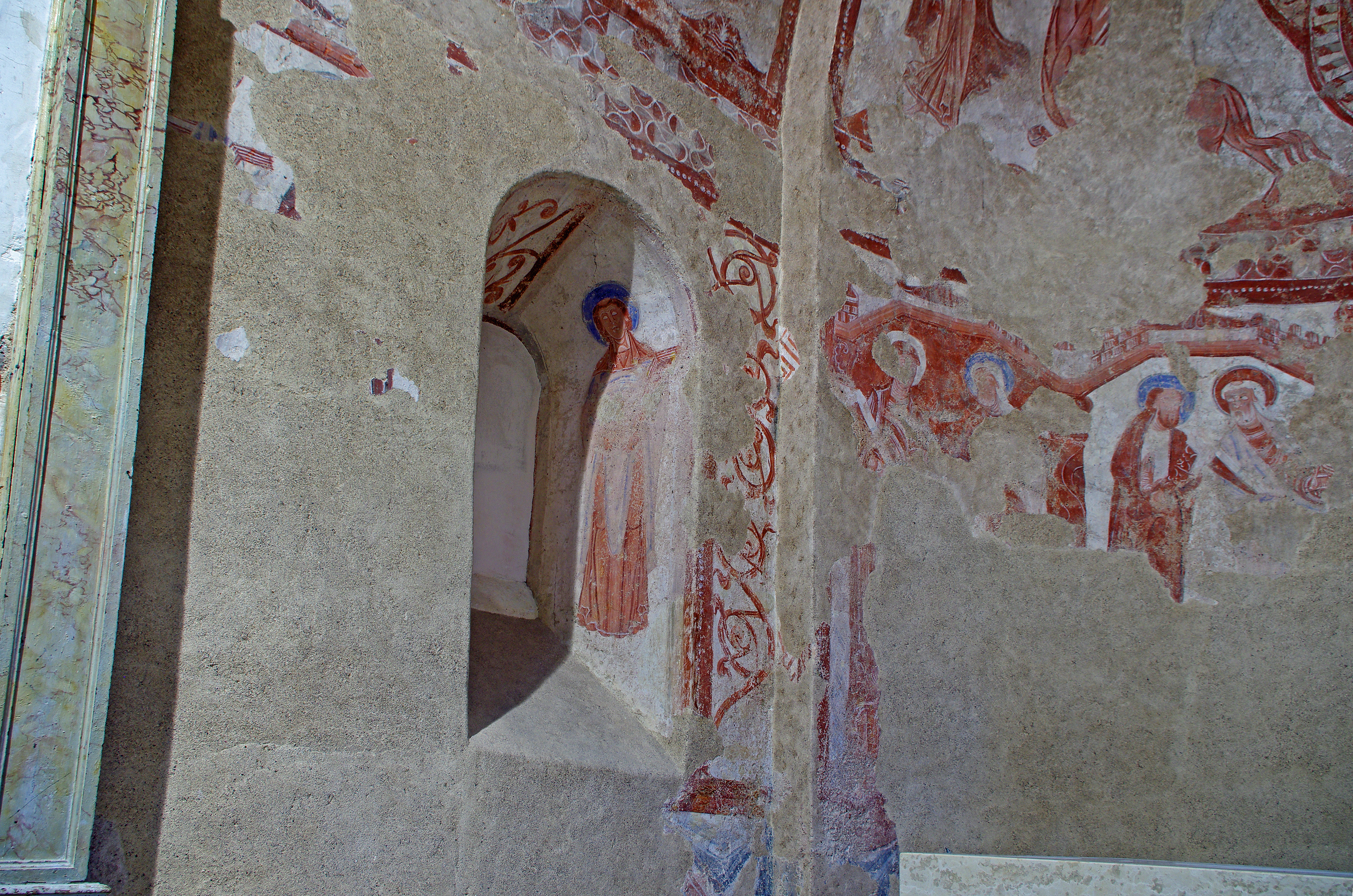